# La pianista di Haynes
La pianista di Haynes è un film del 1921 diretto da Ubaldo Maria Del Colle.

## Trama
La pianista Gabriella viene diffamata dalle falsità diffuse da una lettera anonima.